# Dundarrach, North Carolina
Dundarrach, North Carolina (енгл. Dundarrach) насељено је место без административног статуса у америчкој савезној држави Северна Каролина.

## Демографија
По попису из 2010. године број становника је 41, што је 21 (-33,9%) становника мање него 2000. године.
| Група             | 2000.      | 2010.      |
| Белци             | 38 (61,3%) | 32 (78,0%) |
| Афроамериканци    | 7 (11,3%)  | 6 (14,6%)  |
| Азијати           | 0 (0,0%)   | 0 (0,0%)   |
| Хиспаноамериканци | 6 (9,7%)   | 0 (0,0%)   |
| Укупно            | 62         | 41         |